# Dominik Höpfner
Dominik Höpfner (* 10. November 1984 in Mannheim) ist ein deutscher Baseballspieler. Seit 2002 spielt er in der 1. deutschen Baseball-Bundesliga bei den Mannheim Tornados. Höpfner ist 1,74 m groß und spielt im Centerfield, kann allerdings auch auf den Positionen Leftfield und Rightfield eingesetzt werden.

## Biographie
Sein erster großer Durchbruch kam im Alter von 16 Jahren. 2001 gewann er mit der regionalen »Little League«-»Senior League«-Auswahl die deutsche Meisterschaft und qualifizierte sich somit für die Europameisterschaft noch im gleichen Jahr, wo er Vizemeister dieser Klasse wurde.
Im darauf folgenden Jahr wurde Höpfner als Shortstop erneut deutscher Little-League-Meister (diesmal in der Big-League-Klasse), gewann mit Team Deutschland die Europameisterschaft und qualifizierte sich als erste deutsche Auswahl in der Geschichte der Little League als Vertreter Europas für die Little League Big League World Series in Easley, SC, USA.
Auch wenn es dort mit Team Europe nur zu einem Sieg aus vier Spielen reichen sollte, war es für Höpfner dennoch ein erfolgreiches Turnier. Höpfner wurde zum wertvollsten Spieler des Team Europe (European MVP 2002) ernannt.
In den folgenden Jahren häuften sich auch seine Einsätze in der 1. Bundesliga stetig, bis er im Jahre 2005 seine erste komplette Saison in der ersten deutschen Bundesliga spielte und zeitgleich mit der zweiten Garde der Mannheim Tornados den Aufstieg in die zweite deutsche Bundesliga schaffte.